# Love on Me
«Love on Me» es una canción realizada por el dúo sueco de música electrónica Galantis en colaboración con el productor australiano Hook n Sling. En las voces aparece, aunque sin acreditar, la británica Laura White. Se lanzó como sencillo el 1 de abril de 2016 a través de Big Beat Records. Se ubicó entre los primeros veinte de las listas de Reino Unido e Irlanda, mientras en Suecia, Países Bajos y Alemania se alojó dentro de los cuarenta primeros.

## Video musical
El video musical oficial se estrenó el 4 de octubre de 2016, bajo la dirección de Dano Cerny. Rodado en un templo en Tailandia, muestra un grupo de monjes vestidos de color rosa brillante, túnicas de color naranja y turquesa. Todo se junta con diferentes efectos de caleidoscopio y otros efectos visuales para darle vida a los colores.

## Lista de canciones
| Descarga digital |              |          |  |
| N.º              | Título       | Duración |  |
| 1.               | «Love on Me» | 3:25     |  |

| Descarga digital (Remixes) |                                           |          |  |
| N.º                        | Título                                    | Duración |  |
| 1.                         | «Love On Me» (Ookay Remix)                | 3:47     |  |
| 2.                         | «Love On Me» (CID Remix)                  | 3:10     |  |
| 3.                         | «Love On Me» (Madison Mars Remix)         | 3:08     |  |
| 4.                         | «Love On Me» (Alex Metric Remix)          | 4:47     |  |
| 5.                         | «Love On Me» (Peter Bjorn and John Remix) | 3:03     |  |

| Descarga digital (Hundred Miles Remix) |                                    |          |  |
| N.º                                    | Título                             | Duración |  |
| 1.                                     | «Love on Me» (Hundred Miles Remix) | 3:31     |  |

## Posicionamiento en listas y certificaciones
| Lista (2016–17)                              | Mejor posición |
| -------------------------------------------- | -------------- |
| Alemania (Official German Charts)            | 39             |
| Australia (ARIA Singles Chart)               | 69             |
| Austria (Ö3 Austria Top 40)                  | 46             |
| Bélgica (Flandes) (Ultratip Bubbling Under)  | 11             |
| Bélgica (Valonia) (Ultratop 50)              | 34             |
| Escocia (Scottish Singles Chart)             | 9              |
| Eslovaquia (Singles Digitál Top 100)         | 65             |
| Estados Unidos (Dance/Electronic Songs)      | 18             |
| Irlanda (IRMA)                               | 19             |
| Nueva Zelanda (NZ Heatseekers Singles Chart) | 10             |
| Países Bajos (Dutch Top 40)                  | 32             |
| Polonia (Polish Airplay Top 100)             | 45             |
| Reino Unido (UK Singles Chart)               | 16             |
| Reino Unido (UK Dance Chart)                 | 4              |
| República Checa (Singles Digitál Top 100)    | 68             |
| Suecia (Sverigetopplistan)                   | 27             |
| Suiza (Schweizer Hitparade)                  | 64             |

### Certificaciones
| País        | Organismo certificador | Certificación | Ventas  | Ref.   |
| ----------- | ---------------------- | ------------- | ------- | ------ |
| Reino Unido | BPI                    | Plata         | 200 000 | [ 23 ] |